# Vrtěti psem
Vrtěti psem (originální anglický název: Wag the Dog) je film z roku 1997, v jehož hlavních rolích hrají Dustin Hoffman, Robert De Niro a Anne Heche. Pojednává o washingtonském expertu na politickou propagandu, který odvádí pozornost voličů před blížícími se volbami od prezidentské sexuální aféry – najímá hollywoodského producenta, aby vytvořil falešnou válku.
Film Vrtěti psem je založen na knize Larryho Beinharta American Hero, která se však od filmu liší tím, že prezidentem je konkrétně George H. W. Bush a vymyšlenou válkou je výslovně operace Pouštní bouře.
Film se dotýká závažných témat jako je manipulace masmédií a veřejného mínění. Shodou okolností záhy po uvedení filmu vypukl sexuální skandál Billa Clintona.
Název filmu v sobě obsahuje vtip: „Proč pes vrtí svým ocasem? Protože pes je chytřejší než ocas. Kdyby byl ocas chytřejší, vrtěl by ocas psem.“ Interpretací je více, nicméně jsou si velmi podobné – pes je veřejné mínění a ocas média, nebo pes jsou média a ocas politické kampaně, nebo pes jsou lidé a ocasem vláda.

## Děj
Necelé dva týdny před volbami čelí prezident Spojených států sexuálnímu skandálu s nezletilou dívkou. Situaci přichází řešit Conrad Brean (De Niro), špičkový odborník na manipulaci s veřejným míněním a překrucování (spin doctor). Aby odvedl pozornost veřejnosti, rozhodne se vykonstruovat falešný obraz války s Albánií. Brean kontaktuje hollywoodského producenta Stenleyho Motsse (Hoffman) a společně s dalšími umělci ze světa šoubyznysu vytvoří přesvědčivou mediální iluzi války.
CIA je touto mediální hrou znepokojena a vysílá agenta Younga (Macy), kterého Brean přesvědčí, že úplné odhalení mediálního klamu není ani v jeho zájmu. CIA však oznamuje, že válka skončila a média tedy vracejí svou pozornost k sexuálnímu skandálu prezidenta. Hollywoodský producent Motss proto přichází s druhým dějstvím mediální iluze. Je vyfabulována postava válečného hrdiny, který zůstal jako zajatec za nepřátelskou frontou. Veřejnost a média se dojímají příběhem vojáka, který zůstal v nepřátelském zajetí jako „odložená stará bota“ (shoe). Pentagon dokonce přislíbí Motssovi vojáka jménem Schumann (Harrelson).
Brean a Motss jsou připraveni představit „zapomenutého hrdinu“ veřejnosti, ze Schumanna se však vyklube psychicky narušený armádní vězeň, který si odpykává trest za znásilnění jeptišky a navíc letadlo, ve kterém se Schumannem letí, havaruje. Všichni přežijí a z nesnází jim pomáhá farmář. Schumann se pokusí znásilnit farmářovu dceru a je farmářem zastřelen. Motss tedy veřejnosti představí padlého hrdinu Schumanna, který zemřel na následky zranění způsobených během záchranné akce a je s poctami pohřben.
Manipulace veřejným míněním se zdá být velmi úspěšná, protože v preferencích těsně před volbami má současný prezident vysoký náskok a političtí komentátoři hovoří o jistém znovuzvolení. Je vyzdvihován význam marketingové kampaně se vtíravým heslem „neměňte koně během závodu“ (v originále „uprostřed proudu“). Motss je tím frustrován, protože považuje marketingovou kampaň za málo nápaditou, a hodlá veřejně odhalit svůj podíl na kampani, je však obklopen Breanovými lidmi a umírá za nejasných okolností na infarkt. Nakonec se ze zpráv dozvídáme o násilnostech v Albánii, není jasné, jestli jde o zprávu skutečnou nebo jestli jde o pokračování mediální hry.

## Shoda okolností
Méně než měsíc po uvedení filmu byl americký prezident Bill Clinton zapleten do sexuálního skandálu s Monikou Lewinskou. V průběhu let 1998 a 1999, kdy tento skandál dominoval americké politice, se USA zapojily do tří vojenských operací
- Operace Desert Fox – několikadenní bombardovací kampaň v Iráku, která se odehrávala během toho, co se Clinton zpovídal z obžaloby ve Sněmovně reprezentantů.
- Operace Infinite Reach – dvojí raketový útok proti objektům v Súdánu a Afghánistánu, které byly podezřívány za teroristické základny. Útok následoval pouhé tři dny poté, co Clinton přiznal[1], že měl s Lewinskou nemístný vztah.
- Operace Allied Force – první fáze Války v Kosovu, 78 dní dlouhé bombardování vedené vojsky NATO proti Svazové republice Jugoslávie. Operace začala jen několik málo týdnů poté, co byl Clinton zproštěn obžaloby.

Kritikové Clintona obviňovali, že operace byly jen pokusem o odvedení pozornosti od skandálu s Lewinskou. Filmu se chytila i srbská státní televize, která jej odvysílala uprostřed útoků NATO proti Srbsku. Srbská verze byla doplněna přídavkem, který komentoval výše zmíněné spojitosti.